# Ambrož Čopi
Ambrož Čopi, slovenski skladatelj in zborovodja, * 11. januar 1973, Bovec.

## Življenjepis
Na Akademiji za glasbo v Ljubljani je študiral kompozicijo v razredu Daneta Škerla in klavir v razredu prof. Andreja Jarca. Na isti ustanovi je opravil specialistični študij kompozicije v razredu profesorja Uroša Rojka.
Deluje predvsem kot skladatelj zborovskih del, pedagog, organizator in neumorni primorski zborovski dirigent v Posočju. Od leta 1999 poučuje solfeggio, harmonijo, kontrapunkt, osnove kompozicije in komorno igro na umetniški gimnaziji v Kopru. Vodil je mladinski mešani pevski zbor Gimnazije Koper (1999-2002, 2007-2013),  vodil pa je tudi orkester Vladimir Lovec (2005-2007). 
Že v času študija je leta 1992 ustanovil Komorni zbor Iskra Bovec in ga uspešno vodil deset let. Leta 1998 je prevzel mesto novoustanovljenega Komornega zbora Nova Gorica (do 2004) in Mešanega pevskega zbora Obala (do 2007) Koper, od leta 2004 do 2014 pa je bil dirigent Akademskega pevskega zbora Univerze na Primorskem.

## Nagrade
Z zbori je prejel sedem zlatih plaket na državnem tekmovanju ter deset prvih mest in več zlatih priznanj v tujini (Grand Prix mesta Varna – Bolgarija (2008), Tonen 2000 – Nizozemska (2006), Prèveza – Grčija (2003 in 2006) Franz Schubert Dunaj – Avstrija (2001), Cantonigros – Španija (2000), Fort Lauderdale – ZDA (1999) …). 
Za svoje interpretacije je prejel številne posebne nagrade, večkrat pa je bil nagrajen za izjemne dosežke z zborom in kot najboljši dirigent tekmovanja. Izpeljal je uspešne turneje po Islandiji, Italiji, Avstriji, Madžarski, Angliji, Srbiji, Hrvaški, Bosni in Hercegovini,…
Kot strokovni ocenjevalec in član žirije je vabljen na različne zborovske manifestacije in zborovska tekmovanja ter kot predavatelj sodeluje na zborovskih seminarjih doma in v tujini.
Leta 2016 je prejel nagrado Prešernovega sklada, 2024 pa Kozinovo nagrado za skladateljski opus.